# Martin Fix
Martin Fix (* 1961 in Friedrichshafen) ist ein deutscher Pädagoge und Hochschullehrer.

## Leben
Nach dem Abitur 1980 studierte Fix von 1982 bis 1985 Grund- und Hauptschullehramt mit den Fächern Deutsch, Biologie und Geschichte an der Pädagogischen Hochschule Weingarten. Nach Tätigkeit im Schuldienst nahm er 1989 ein Promotionsstudium an der Pädagogischen Hochschule Weingarten auf. Die Promotion mit Auszeichnung zum Dr. paed. erfolgte 1994 mit der Dissertation Geschichte und Praxis des Diktats im Rechtschreibunterricht: aufgezeigt am Beispiel der Volksschule/Hauptschule in Württemberg bzw. Baden-Württemberg. Von 1993 bis 1999 war er als Akademischer Mitarbeiter an den PHs in Weingarten und Ludwigsburg tätig. Die Habilitation mit der Arbeit Textrevisionen in der Schule: prozessorientierte Schreibdidaktik zwischen Instruktion und Selbststeuerung; empirische Untersuchungen in achten Klassen wurde 2000 an der PH Ludwigsburg in Kooperation mit der Universität Tübingen vollzogen.
1999 folgte Fix einem Ruf auf eine Professur für deutsche Sprache und ihre Didaktik an die Pädagogische Hochschule Schwäbisch Gmünd, bevor er 2002 auf die Professur für deutsche Sprache und ihre Didaktik an die PH Ludwigsburg wechselte. Von 2005 bis 2008 war er zunächst Prorektor für Studium und Lehre, von 2008 bis 2022 war er dort als Rektor tätig.

## Publikationen (Auswahl)
- Geschichte und Praxis des Diktats im Rechtschreibunterricht: aufgezeigt am Beispiel der Volksschule/Hauptschule in Württemberg bzw. Baden-Württemberg. Frankfurt am Main 1994: Lang. ISBN 3-631-47533-0
- Textrevisionen in der Schule: prozessorientierte Schreibdidaktik zwischen Instruktion und Selbststeuerung; empirische Untersuchungen in achten Klassen. Baltmannsweiler 2000: Schneider-Verlag Hohengehren. ISBN 3-89676-331-8
- mit Hartmut Melenk: Schreiben zu Texten – Schreiben zu Bildimpulsen: das Ludwigsburger Aufsatzkorpus. Baltmannsweiler 2000: Schneider-Verlag Hohengehren. ISBN 3-89676-282-6
- Texte schreiben: Schreibprozesse im Deutschunterricht. Paderborn 2006: Schöningh. ISBN 978-3-8252-2809-5